# Sansu
Sansu (kinesiska: 三苏乡, 三苏) är en socken i Kina. Den ligger i provinsen Sichuan, i den sydvästra delen av landet, omkring 81 kilometer sydväst om provinshuvudstaden Chengdu. Antalet invånare är 27 784. Befolkningen består av 14 060 kvinnor och 13 724 män. Barn under 15 år utgör 10,0 %, vuxna 15-64 år 74 %, och äldre över 65 år 14,0 %.
Genomsnittlig årsnederbörd är 1 512 millimeter. Den regnigaste månaden är juli, med i genomsnitt 367 mm nederbörd, och den torraste är januari, med 14 mm nederbörd.